# 枝霉属
枝霉属（学名：Thamnidium ）为毛霉科的一个属。

## 下属物种
本属包括以下物种：
- 分枝珠霉 Thamnidium elegans Link